# هنگی توکلی
هانگی توکلی (به فارسی : فرهنگ توکلی); همچنین تحت عنوان هانگی نیز نام برده می شود. او یک ترانه سرا و تهیه کننده موسیقی ایرانی می باشد.  توکلی در اندازه سال‌های فعال خودش از سال ۲۰۰۴، بیش از ۳,۵۰۰ آهنگ تولید کرده و بیش از ۴,۸۰۰ موزیک انتشار کرده برای هنرمندان گوناگون همانند بعضی از موسیقی های موفق بین‌المللی نوشته است. تولید های او بیشتر به علت طعم ارکستری خاورمیانه ای او شناخته می شود. با این شرایط کنونی، توکلی همچنین موزیک های گوناگونی به سبک پاپ و هیپ هاپ را برای بیش از ۱۵۰ هنرمند ایرانی و بین المللی تولید نموده است. 

## اوایل زندگی
توکلی شرایط حسی مشهور به حس آمیزی را دارد که به علل آن ممکن است «بوم ها را با موسیقی یا موسیقی را با بوم ها به خاطر آورد» و به او این امکان را می دهد که تجسم موسیقی را حس نماید. 

## مهاجرت
توکلی و فعالیت‌های موسیقی اش در قوانین ایران تحت عنوان موسیقی زیرزمینی برداشت می‌شد. جکومت ایران در آن وقت نظارت و پلایه های بسیاری بر صحنه موسیقی داشت.  تاکنون، او کمپانی ضبط خودش، فلیپسیده پرودوکتیونس را مدیریت می کند و موزیک هایی را برای هنرمندان بومی آسیایی تولید می کند و همچنین موسیقی خودش را تولید می کند.    

## زندگی حرفه ای
او در روز های میانی سال ۲۰۲۱ وارد جهان مدیریت ام ام ای شد و بعد از آن تیم الیت را راه اندازی نمود. توکلی نماینده بیش از ۱۵ جنگ جو در سبک ها و کلاس های وزنی گوناگون از ایران، برزیل و ازبکستان می باشد. 